# Marcel Saint-Pierre
Marcel Saint-Pierre, né le 19 mai 1944 à Laval et mort le 6 août 2021 à Montréal, est un artiste-peintre, historien de l’art, critique et professeur québécois.

## Biographie

### Formation
Marcel Saint-Pierre étudie à l’École des beaux-arts de Montréal, à l’Université de Montréal et à l’Université Paris X.

### Carrière
Il co-fonde le département de l'histoire de l'art et le syndicat des professeurs de l'UQAM. Il est professeur au département d’histoire de l’art de l’UQAM de 1970 à 2005. Il a publié plusieurs essais sur l’art contemporain et les artistes québécois comme Paul-Émile Borduas et Serge Lemoyne.

## Œuvres
- Hommage à BI, 1974, huile et alkyde sur toile, 209 x 363 cm, Musée national des beaux-arts du Québec[4].
- A Walk On The Wet Side, 1990-1992, 300 x 400 cm, Musée des beaux-arts de Montréal[5].
- Falling Out of the Blue, 1991, plexiglas, 732 x 366 x 51 cm, Université du Québec à Montréal[6].

## Collections publiques
- Musée des beaux-arts de Montréal, Montréal[5].
- Musée national des beaux-arts du Québec, Québec[7].
- Conseil des Arts d'Ottawa, Ottawa
- Musée d’art contemporain de Montréal.
- Musée d’art de Joliette, Joliette.
- Musée d’art contemporain des Laurentides, Saint-Jérôme.
- Bibliothèque nationale du Canada, Ottawa.

## Expositions
Il expose régulièrement depuis 1975 sur la scène nationale et internationale. On dénombre plus de quarante-cinq expositions individuelles. Il participe également à des expositions collectives. Il réalise des œuvres d’art public et ses œuvres font partie de grandes collections muséales et publiques du Québec.

### Expositions solo
- 1975 : Récit / Toile, Galerie Média Gravures et Multiples, Montréal.
- 1980 : Murale & Fragments, Université du Québec à Montréal, Montréal.
- 1980 : Peinture / Histoire, Galerie Motivation V, Montréal.
- 1981 : Auditorium, Galerie Motivation V, Montréal.
- 1982 : Travaux 1972-82, Galerie d’art de l’Université Moncton, Moncton.
- 1983 : Replis et mutation, Galerie Jolliet, Montréal.
- 1984 : Plis-couleurs, Galerie Horace, Sherbrooke.
- 1984 : États de faits, Galerie du Vieux Palais, Saint-Jérôme.
- 1985 : Coins d’atelier, Galerie René Bertrand, Québec
- 1985 : Replis et reliefs, Galerie René Bertrand, Québec
- 1986 : Travaux renversés, Maison de la culture Côte-des-Neiges, Montréal.
- 1987 : Suite vénitienne, Galerie Horace, Sherbrooke.
- 1988 : NY Thruway 87, Centre d’exposition, Shawinigan.
- 1988 : Boogie Woogie, Galerie Trois Points, Montréal.
- 1990 : Manhattan Transfer, Galerie Trois Points, Montréal.
- 1990 : NY Transit, Galerie Port-Maurice, St-Léonard, Montréal.
- 1990 : Peintures récentes, Centre Expression, Saint-Hyacinthe.
- 1991 : New York Thruway 87-90, Galerie de l’UQAM, Montréal.
- 1991 : Empreintes 1985-86, Galerie Trois Points, Montréal.
- 1991 : Rétrospective, (Prix Louis-Comtois, Ville de Montréal & AGAC), Foire des Galeries d’art contemporain de Montréal, Place Bonaventure, Montréal.
- 1992 : Diluvio, Galerie Trois Points, Montréal.
- 1992 : NYThruway, Festival International de Musique Actuelle, Victoriaville.
- 1992 : Blue Note, (Rétrospective 1982-92), Galerie GRAVE, Victoriaville.
- 1993 : Ombres portées, Galerie Trois Points, Montréal.
- 1993 : Paintings 90-92, Centre d'artistes de l'Université Bishop, Lennoxville.
- 1994 : Back & Forth, Port Washington Gallery, New York.
- 1994 : Oeuvres choisies, Hall des Arts, Laval.
- 1995 : Tableaux composés, Galerie Trois Points, Montréal.
- 1996 : Alliage, Galerie Éric Devlin, Montréal.
- 1997 : Transferts 91-96, Salle Alfred-Pellan, Laval.
- 1997 : Transferts 91-96, Galerie d’art de l’Université de Sherbrooke.
- 1997 : Transferts 91-96, Maison des arts et de la culture du Haut-Richelieu, Saint-Jean-sur-Richelieu.
- 1997 : Nœuds secrets, Galerie Verticale, Laval.
- 1998 : Frontières, Galerie Éric Devlin, Montréal.
- 1999 : Zones grises, Galerie Madeleine Lacerte, Québec.
- 2000 : Secrets d’atelier, Association KP5, Ivry-sur-Seine, France.
- 2001 : Oeuvres récentes, Galerie Eric Devlin, Montréal.
- 2002 : Juxtaposition, Maison de la culture Frontenac, Montréal.
- 2003 : Suite cévénole, Centre d’art Le Village, Cardet, France.
- 2004 : Capteurs chromatiques, Galerie Éric Devlin, Montréal.
- 2006 : Marcel Saint-Pierre, Centre d’art contemporain, Eysines-Bordeaux, France.
- 2007 : Œuvres en réserve, Galerie Éric Devlin, Montréal.
- 2007 : Refuges, Déversements et Tondi, FIMAV, Festival Internationale de Musiques Actuelle, Victoriaville.
- 2008 : De la matière à la pensée, Oeuvres 1997-2007, Salle Pellan, Maison des arts, Laval.
- 2008 : Suite nocturne, Galerie Verticale, Art contemporain, Ville L’Accrochage (1970-1990), Galerie Éric Devlin, Montréal.
- 2010 : Tondi, Musée d’art contemporain des Laurentides, Saint-Jérôme.
- 2010 : Figuras del colore, UNEAC - Union des écrivains et artistes de Cuba, Holguin, Cuba.
- 2010 : Figuras da Cor, Biblioteca de Póvoa de Varzim, Portugal.
- 2011 : Figuras da Cor, Biblioteca da Universidade de Braga, Espace Craveiro da Silva, Portugal.
- 2011 : Figuras da Cor, Galerie Eric Devlin, Montréal.
- 2023 : Libérez la peinture !, Salle Alfred-Pellan de la Maison des arts de Laval, Laval[8].

## Publications
- 1988 : Serge Lemoyne, Éditions du Musée du Québec, Québec, (pp. 240). (ISBN 2551120527)
- 1991 : Saint Pierre.
- 1997 : Nœuds secrets, Éditions Galerie Verticale, Laval, (pp. 24).
- 1998 : La pensée plastique de Borduas, dans Paul-Émile Borduas, (p. 15-46), Musée d’art contemporain de Montréal et Éditions 400 coups, Montréal. (pp. 112).
- 2000 : Mouvement instable, Galerie Verticale (Laval, Qc.) & Alternator Gallery  Kelowna, BC), (Commissaire et catalogue pp. 20).
- 2001 : La Caverne des temps, Textes poétique et illustrations de A.P.Arnal et  M.St-Pierre, Coffret  24pp, Éditions Éric Devlin, Montréal.
- 2002 : En présence de l’Autre (p.19-33) dans Vietnam Art Actuel, Centre d’exposition Université de Montréal (pp. 60)
- 2004 : Projections variables, p.17-37 dans Peter Gnass, Catalogue Galerie UQAM (130 p.) Figure en cinq mouvements, Illustrations de Y. Lafontaine, Coffret 12 pp, Éditions Complices, St-Jean-sur-Richelieu.
- 2005 : Portrait de l’artiste en forme de palette, (p.50-55) dans Edmund Alleyn, Éditions Passage, Montréal (300p.)
- 2006 : Chemin faisant, A-P Arnal, Galerie Outremont.
- 2010 : Poèmes démesurés, Éditions Complices, St-Jean-sur-Richelieu.
- 2013 : Une abstention coupable: enjeux politiques.

## Honneurs
- 1992 : Prix Louis-Comtois, Prix de la Ville de Montréal et Association des galeries d’art contemporain de Montréal
- 2004 : Prix du Conseil de la culture, Ville de Laval
- 2007 : Prix Hommage, Conseil de la culture de Laval